# Sting in the Tail
Albums de Scorpions
Humanity: Hour 1
(2007) Comeblack
(2011)
Sting in the Tail est le titre du 17e album studio du groupe allemand de hard rock Scorpions sorti en 2010.

## Historique
Sting in the Tail est sorti le 19 mars 2010 et a été produit par le duo suédois Mikael Nord Andersson et Martin Hansen (producteurs de The Rasmus notamment) qui participent également à la composition. Il en sera de même pour l'album suivant, Return to Forever.
 L'enregistrement a eu lieu entre Hanovre et Stockholm (principalement pour le chant et la batterie). Ce devait être le dernier album des Scorpions, le groupe ayant décidé de prendre sa retraite  après une ultime tournée mondiale.
 
Parallèlement, cet album signe également le retour du son typique des Scorpions. Sting In The Tail marque donc, une fois de plus, un retour aux sources.
Sting in the Tail comprend douze chansons dont une, The Good Die Young, où Klaus Meine partage le chant avec Tarja Turunen, ex-chanteuse du groupe de metal symphonique finlandais, Nightwish. Sur ce même titre, Rudolf Schenker joue les quatre premières mesures du thème principal de la troisième symphonie de Brahms, d'abord au début du morceau, ensuite entre chaque couplet, puis à la fin du morceau. 
 Une autre, SLY fait référence au prénom Sly, qui fut donné à certaines filles nées de couples qui se sont formés sur Still Loving You (SLY en étant les initiales), comme le démontrent les paroles She was born with a song in the air, in the Summer of '85 (Elle est née avec un chant dans l'air, pendant l'été '85).
L'album atteindra la 23e place du Billboard 200 et la 2e du Top Hard rock Albums et sera certifié disque d'or en Allemagne.
Le 15 octobre 2010, l'album sort en digipack avec 5 titres bonus (parmi lesquels Thunder and Lightning, dont le refrain reprend le thème principal du finale de la Symphonie du nouveau monde de Dvorak), et un DVD.
Quatre des titres ci-après, Slave Me, No Limit, Turn You On (sous un autre titre inconnu) et The Best Is Yet To Come, ont été écrits lors des sessions d'enregistrement de l'album Unbreakable. The Best Is Yet To Come a même été pressenti trois ans plus tard pour figurer sur l'album suivant, Humanity: Hour 1 (voir wikipédia en anglais pour ces mêmes albums).

## Formation
- Klaus Meine : chant, chœurs
- Rudolf Schenker : guitare rythmique et solo, chœurs
- Matthias Jabs : guitare solo, rythmique, acoustique, talk box
- James Kottak : batterie, percussions, chœurs
- Pawel Maciwoda : basse

## Liste des pistes
| 1.  | Raised on Rock                           | Martin Hansen, Klaus Meine                          | Mikael Nord Andersson, Hansen           | 4:00 |
| 2.  | Sting in the Tail                        | Meine                                               | Meine, Rudolf Schenker                  | 3:12 |
| 3.  | Slave Me                                 | Eric Bazilian, Matthias Jabs, Meine                 | Schenker                                | 2:45 |
| 4.  | The Good Die Young (Feat. Tarja Turunen) | Meine                                               | Christian Kolonovits, Schenker          | 5:14 |
| 5.  | No Limit                                 | Bazilian, Meine, Schenker                           | Bazilian, Meine, Schenker               | 3:22 |
| 6.  | Rock Zone                                | Meine                                               | Andersson, Hansen, Meine                | 3:17 |
| 7.  | Lorelei                                  | Bazilian, Meine, Fredrik Thomander, Anders Wikström | Schenker, Thomander, Anders Wikström    | 4:32 |
| 8.  | Turn You On                              | Meine                                               | Andersson, Andersson, Hansen            | 4:23 |
| 9.  | Let's Rock!                              | Bazilian, Meine                                     | Bazilian, Meine, Schenker               | 3:20 |
| 10. | SLY                                      | Meine                                               | Meine, Schenker                         | 5:16 |
| 11. | Spirit of Rock                           | Bazilian, Meine, Schenker                           | Bazilian, Schenker                      | 3:42 |
| 12. | The Best is Yet to Come                  | Bazilian, Thomander, Wikström                       | Bazilian, Schenker, Thomander, Wikström | 4:32 |

| 13. | Dreamers                         |  |
| 14. | Too Far                          |  |
| 15. | Miracle (regular version)        |  |
| 16. | The Good Die Young (new version) |  |
| 17. | Thunder and Lightning            |  |

| 1. | Sting in the Tail (Live video San Antonio)  |  |
| 2. | The Best Is Yet to Come (Live vidéo Prague) |  |
| 3. | Sting in the Tail (video message - EPK)     |  |

## Charts & certification
Charts album
| Pays                               | Durée du classement | Meilleur classement | Date          |
| ---------------------------------- | ------------------- | ------------------- | ------------- |
| Allemagne (GfK Entertainment)      | 30 semaines         | 2e                  | 2 avril 2010  |
| Autriche (Ö3 Austria Top 40)       | 6 semaines          | 6e                  | 2 avril 2010  |
| Belgique (V) (Ultratop)            | 3 semaines          | 83e                 | 17 avril 2010 |
| Belgique (W) (Ultratop)            | 8 semaines          | 45e                 | 24 avril 2010 |
| Canada (Canadian Albums)           | 1 semaine           | 22e                 | 10 avril 2010 |
| Espagne (Promusicae )              | 7 semaines          | 30e                 | 28 mars 2010  |
| États-Unis (Billboard 200)         | 4 semaines          | 23e                 | 10 avril 2010 |
| Finlande (Suomen virallinen lista) | 6 semaines          | 6e                  | 29 mars 2010  |
| France (SNEP)                      | 36 semaines         | 16e                 | 27 mars 2010  |
| Italie (FIMI)                      | 3 semaines          | 39e                 | 8 avril 2010  |
| Pays-Bas (MegaCharts)              | 1 semaine           | 71e                 | 27 mars 2010  |
| Portugal (AFP)                     | 1 semaine           | 23e                 | 5 avril 2010  |
| Suède (Sverigetopplistan)          | 4 semaines          | 14e                 | 2 avril 2010  |
| Suisse (Schweizer Hitparade)       | 28 semaines         | 6e                  | 4 avril 2010  |

Certification
| Pays      | Certification | Ventes   | Date |
| --------- | ------------- | -------- | ---- |
| Allemagne | Or            | 100 000+ | 2010 |